# Порозы
Порозы — деревня в Бережанской волости Островского района Псковской области.
Расположена на левом берегу реки Утроя, в 15 км к западу от центра города Остров.
Численность населения деревни по состоянию на 2000 год составляла 13 жителей.